# مجلس شيوخ آيوا
مجلس شيوخ آيوا (بالإنجليزية: Iowa Senate)‏ هو مجلس شيوخ ولاية آيوا الأمريكية، وهو المجلس الأعلى في جمعية آيوا العامة ‏.

## طالع أيضًا
- جمعية آيوا العامة  [لغات أخرى]‏